# Alma Petri
Alma Hedvig Eleonora Petri, född 4 oktober 1871 i Halmstad, död 27 januari 1927 i Hedvig Eleonora församling, Stockholm, var en svensk frälsningsofficer. Hon var syster till Laura Petri.
Efter examen vid Högre lärarinneseminariet i Stockholm och någon tids verksamhet som lärarinna 1897 gick Petri in i Frälsningsarmén och blev överstelöjtnant där 1922. Som chef för dess kvinnliga sociala arbete utförde hon en betydande gärning i Frälsningsarméns slumverksamhet. Hon redigerade dess organ Ljus i mörker 1889-1927.